# Кримска Аутономна Совјетска Социјалистичка Република
Кримска Аутономна Совјетска Социјалистичка Република (кт. Qırım Muhtar Sotsialist Sovet Cumhuriyeti, рус. Крымская Автономная Социалистическая Советская Республика) била аутономна република у саставу Руске СФСР и Совјетског Савеза између 1921. и 1945. године. Обухватала је подручје Крима, а управни центар јој је био Симферопољ. Званични језици Кримске АССР су били руски и кримскотатарски. Између 1941. и 1944. године, ово подручје је било под немачком окупацијом и административно је укључено у састав Рајхскомесаријата Украјина. Након немачког пораза, Кримска АССР је обновљена, али се 1945. године она званично трансформише у Кримску област, која 1954. године бива премештена из Руске СФСР у Украјинску ССР. Кримска АССР је обновљена 1991. године, да би 1992. уместо ње била проглашена Република Крим. Према подацима из 1939. године, на подручју Кримске АССР је било 49,6% Руса, 19,4% Кримских Татара, 13,7% Украјинаца, 5,8% Јевреја и 4,5% Немаца. Кримски Татари су 1944. године депортовани у централну Азију.